# 8814 Rosseven
8814 Rosseven (1983 XG) là một tiểu hành tinh vành đai chính được phát hiện ngày 1 tháng 12 năm 1983 bởi E. Bowell ở trạm Anderson Mesa thuộc Đài thiên văn Lowell.